# Mais Você 10 Anos
Mais Você 10 Anos é um livro da jornalista e apresentadora de televisão Ana Maria Braga, lançado em 2009, que conta os bastidores do programa televisivo Mais Você, além de trazer mais de 100 receitas preferidas da apresentadora e do público. Foi o décimo sétimo livro mais vendido no Brasil em 2009 na categoria Não-ficção, conforme a Revista Veja.